# King's Meadows Bridge
King 's Meadows Bridge je název pro bývalý most přes řeku Tweed v blízkosti skotského města Peebles ve Spojeném království.

## Historie
Most byl dokončen v roce 1817 a stal se prvním zkonstruovaným zavěšeným mostem na světě. Autory mostu byly James Redpath a John Brown, kteří navrhli i visutou lávku v Gattonside. Hlavní rozpětí mostu činilo 33 m a jeho šířka byla 1,2 m. Most sloužil zejména pro chodce. V zimě 1922/23 byl částečně zničen a později zrekonstruován. Nakonec jej zničila povodeň v roce 1954.